# Łuszczeniec klonowy

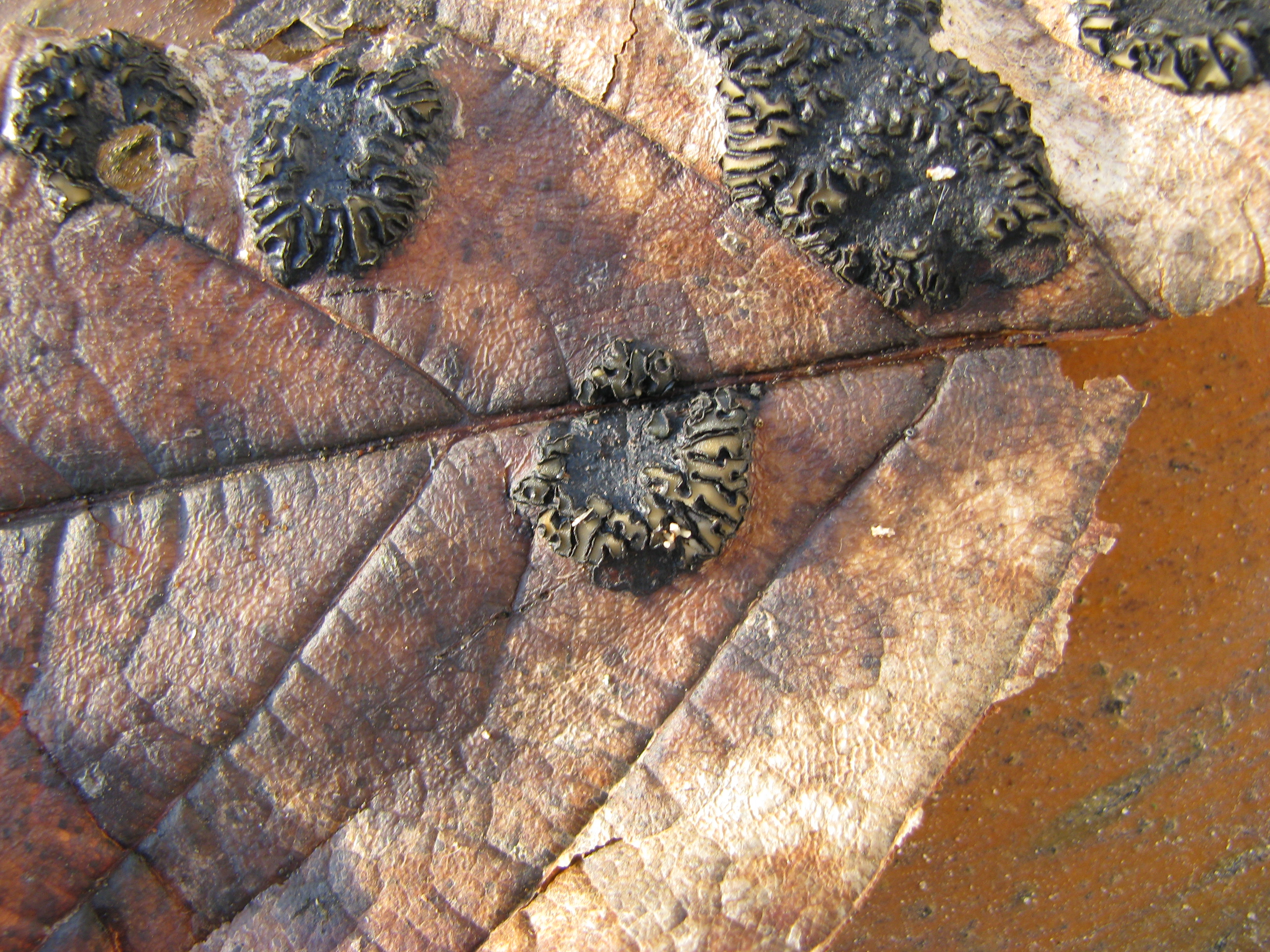
Skupiska apotecjów na opadłym liściu

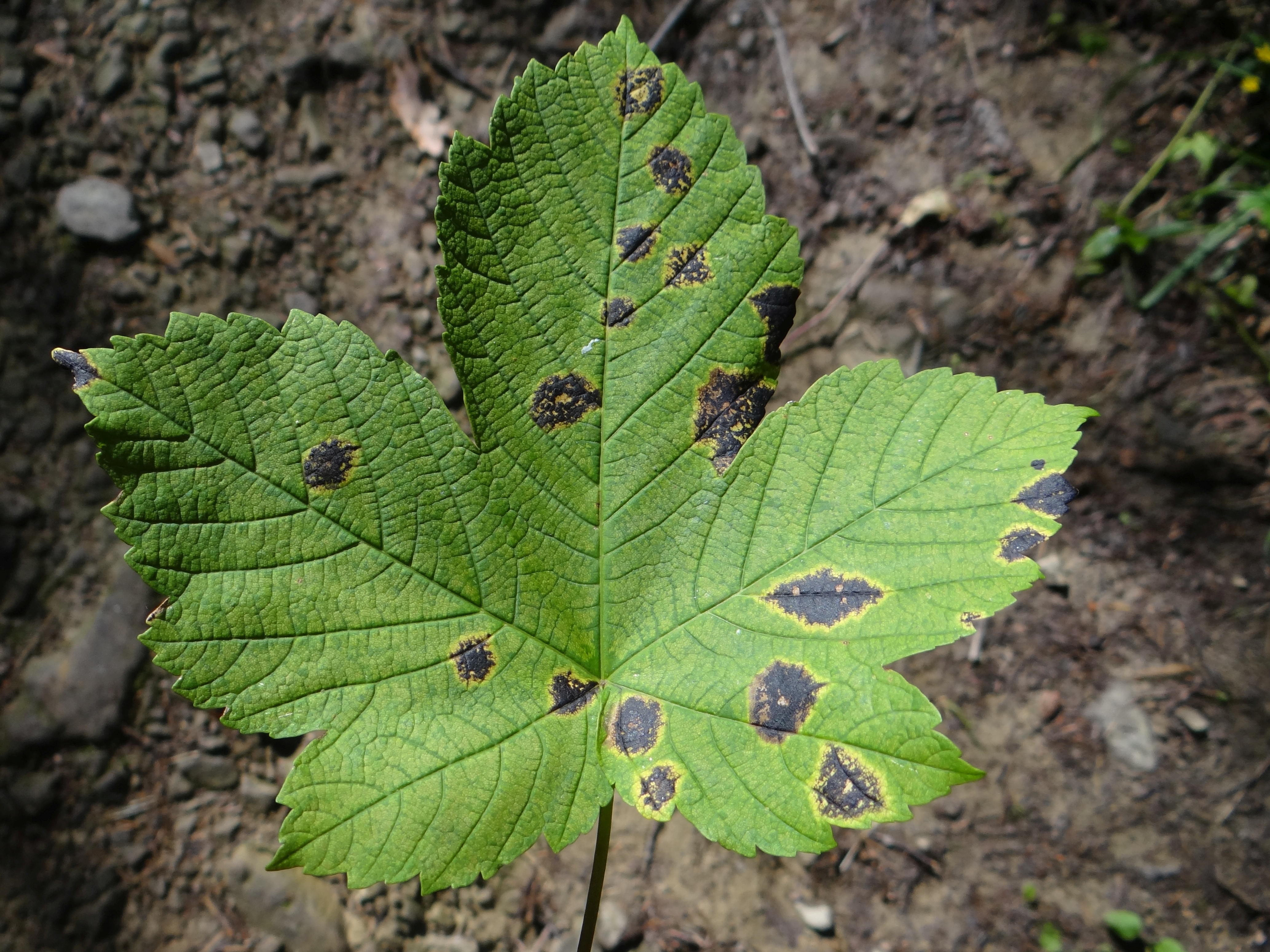
Liść porażony przez łuszczeńca klonowego

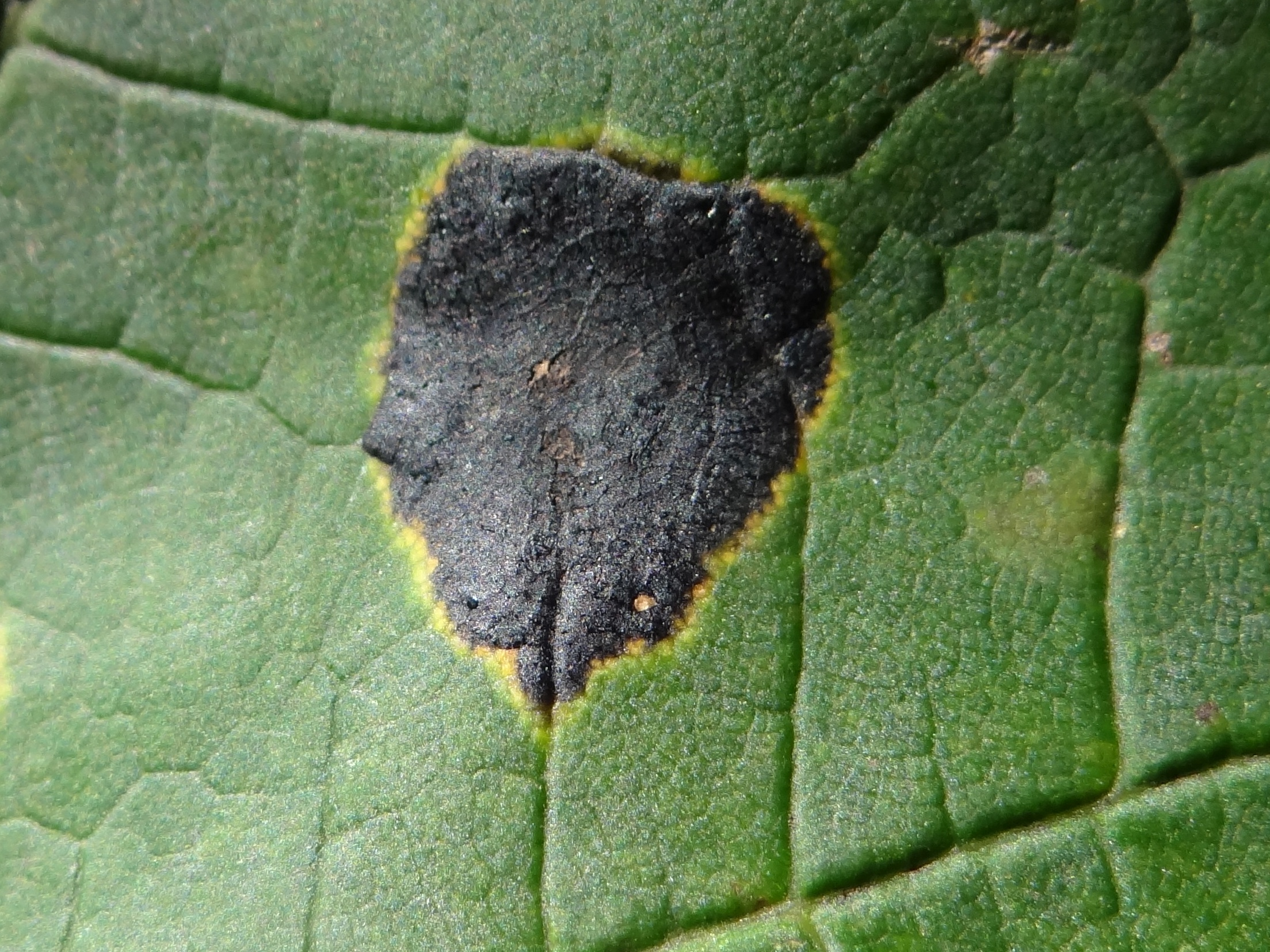
Nekroza tkanek na liściu klonu wywołana przez łuszczeńca klonowego

Łuszczeniec klonowy, czerniak klonowy (Rhytisma acerinum (Pers.) Fr.) – gatunek grzybów z rodziny łuszczeńcowatych (Rhytismataceae). Pasożyt wywołujący chorobę klonów o nazwie smołowata plamistość klonu lub czarna plamistość klonu.

## Systematyka i nazewnictwo
Pozycja w klasyfikacji według Index Fungorum: Rhytisma, Rhytismataceae, Rhytismatales, Leotiomycetidae, Leotiomycetes, Pezizomycotina, Ascomycota, Fungi.
Po raz pierwszy takson ten zdiagnozował w 1794 r. Christiaan Hendrik Persoon nadając mu nazwę Xyloma acerinum. Obecną, uznaną przez Index Fungorum nazwę nadał mu w 1819 r. Elias Fries, przenosząc go do rodzaju Rhytisma.
Niektóre synonimy naukowe:

- Melanosorus acerinus (Pers.) De Not. 1847
- Melasmia acerina Lév. 1846
- Polystigma acerinum (Pers.) Link 1833
- Rhytisma pseudoplatani Müll. Berol. 1913
- Xyloma acerinum Pers. 1794
- Xyloma gyrans Wallr. 1833
- Xyloma lacrymans Wallr. 1833

Nazwa polska według Krytycznej listy wielkoowocnikowych grzybów workowych Polski.

## Morfologia i rozwój
Widoczna część grzyba nazywana jest podkładką. Ma ona okrągławy lub  nieregularny kształt i średnicę do 2 cm. Podkładki pojawiają się w czerwcu/lipcu jako białe, chlorotyczne plamki, które stopniowo powiększają się i żółkną. Gdy osiągną wielkość kilku mm, pojawiają się w ich środku czarne plamki, które rozrastają się i w końcu zlewają z sobą w dużą plamę otoczoną żółtą obwódką. Plam takich na liściu z reguły jest wiele.
Podkładki są zanurzone w tkance liścia. Strzępki grzyba mają średnicę 5–8 μm. Na podkładkach bezpłciowo wytwarzane są zarodniki konidialne. Powstają na bezbarwnych, cylindrycznych i zwężających się ku końcowi fialidach. Fialidy mają rozmiar 7–15 × 1,5–2 μm. Powstają w nich endogenicznie bezbarwne, cylindryczne, bezprzegrodowe,  gładkie i cienkościenne konidia o rozmiarach 6–10 × 1 um.
Środek czarnych plam początkowo jest gładki, później jednak pojawiają się na nim skupiska małych, pryszczykowatych pyknidiów, w których powstają pykniospory. Nieco później na obrzeżach czarnych plam powstają owocniki typu apotecjum. Objawia się to pomarszczeniem obrzeży plam. W tym czasie liście opadają. Opadanie chorych liści odbywa się w tym samym czasie co zdrowych, lub nieco wcześniej. Na opadłych liściach nadal rozwijają się apotecja wytwarzające zarodniki na drodze płciowej. Owocniki typu apotecjum o kształcie elipsoidalnym i wydłużonym, często zakrzywione, o rozmiarach 500–1300 × 300–500 μm. Otwierają się rozgałęzionym, podłużnym pęknięciem o długości od 2/3 do 3/4 długości owocnika. W hymenium znajdują się wstawki o długości 100–135 μm. Są bezbarwne, z kilkoma przegrodami, bez powłoki żelatynowej, często wykrzywione, a czasami rozgałęziające się na szczycie. Worki 8-zarodnikowe, dojrzewające kolejno. Askospory cylindryczne, zwężające się ku podstawie. Mają rozmiar 60–80 × 1,5–2,5 μm, są hialinowe, bezprzegrodowe. Na szczycie posiadają galaretowaty wyrostek o długości 2–4 μm. Askospory wysypują się z worków na wiosnę i dokonują infekcji pierwotnej zakażając liście klonu.

## Występowanie i siedlisko
Występuje w Ameryce Północnej, Europie, Azji, Afryce Północnej i Nowej Zelandii. Jest bardzo pospolity na całej półkuli północnej w strefie klimatu umiarkowanego.
Rozwija się na liściach klonu polnego (Acer campestre), klonu zwyczajnego (Acer platanoides) i klonu jawora (Acer pseudoplatanus).

## Znaczenie
Pasożyt i saprotrof atakujący liście klonu. Wywołuje chorobę o nazwie smołowata plamistość klonu lub czarna plamistość klonu. Objawia się ona żółknięciem i przedwczesnym opadaniem liści. Jest szczególnie groźna dla siewek i młodych drzew, ponieważ ogranicza ich przyrosty. Znacząco obniża też walory estetyczne klonów, które często sadzi się jako drzewa ozdobne np. w parkach.
Ekstrakty z liści zakażonych Rhytisma acerinum wykazywały silne działanie hamujące na wirusa mozaiki tytoniowej.
Łuszczeniec klonowy jest wrażliwy na zanieczyszczenie powietrza. Jego występowanie jest więc wskaźnikiem dużej czystości powietrza.